# Rinorea multinervis
Rinorea multinervis är en violväxtart som beskrevs av M. Brandt. Rinorea multinervis ingår i släktet Rinorea och familjen violväxter. Inga underarter finns listade i Catalogue of Life.